# Замок Гардин
Замок Гардин (англ. Gardyne Castle) — замок XVI века, расположенный в Ангусе, Шотландия. Он находится в 2 километрах (1,2 мили) к юго-западу от Фриокхайма. Замок до сих пор используется как семейный дом и охраняется как здание категории А.

## История
Дом был построен кланом Гардин в 1468 году. В замке находится памятный камень на котором выбит 1568 год, а также изображен герб короля Якова VI и девиз «Боже, храни короля» («God save the King»).

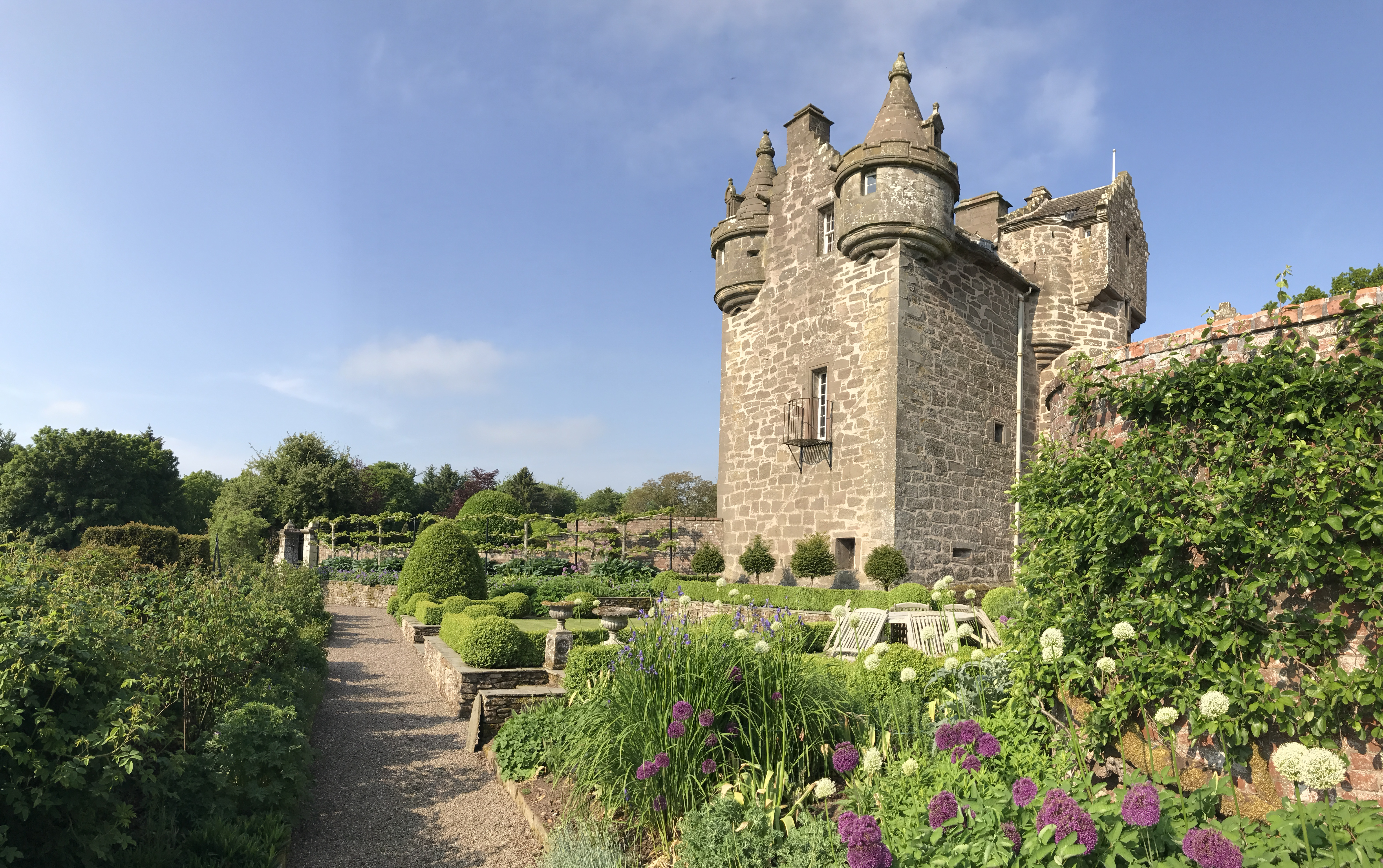
Восточное крыло

Первоначально была построена продолговатая башня (в 1468 году), а в XVI веке замок был увеличен практически в 2 раза. Над западной стеной замка были добавлены два бартизана, а лестничная башня, которая когда-то занимала восточный угол стала располагаться в середине юго-восточного фасада, а над ней уже стала возвышаться сторожевая башня.
Клан Гардин вёл длительную вражду с кланом Гатри что привело к тому, что в 1632 году Корона конфисковала земли обеих семей. Впоследствии Гардины переехали в соседнюю резиденцию и замок Гардин стал собственностью семьи Лайелла Дайсарта.
В 1740 году замок был расширен, а в 1910 году он был реконструирован и модернизирован (проведено электричество) эдинбургским архитектором Гарольдом Тарболтоном.